# Bột cà ri
Bột cà ri (tiếng Anh: curry powder) là một loại bột gia vị được phối trộn từ nhiều nguyên liệu có nguồn gốc từ thực vật, xuất phát từ các tiểu lục địa Ấn Độ.

## Lịch sử
Làm bình gia vị bằng cách pha trộn nhiều nguyên liệu từ thực vật đã xuất hiện từ khoảng 4000 năm trước dưới thời Văn minh lưu vực sông Ấn, với các loại rau củ tiêu biểu như gừng, nghệ và tỏi. Trong khi đó, ớt được những người châu Mỹ phổ biến vào tiểu lục địa Ấn Độ từ thế kỷ 16.